# Зельгно-Бездул
Зельгно-Бездул — деревня в гмине Хелмжа Торуньского повета Куявско-Поморского воеводства в центральной части севера Польши.